# Шлаер
Шлаер или Обикновена златна рибка (Carassius auratus auratus), е разновидност на златната рибка и е една от най-старите опитомени риби.
Шлаерите са отглеждани преди около 1000 години, първоначално в Китай, а по-късно са внесени и в останалите страни по целия свят. Чрез изкуствена селекция са създадени над сто разновидности на златните рибки с разнообразни цветове, размери, телесни форми и перки, опашка и очни характеристики. Това са популярни сладководни аквариумни риби, развъждани в декоративни басейни, гледани като домашни любимци, използвани за стръв, и от време на време за храна.